# Vuurtoren van Bengstkär
De vuurtoren van Bengtskär (Fins: Bengtskärin majakka) is een vuurtoren die in 1906 geconstrueerd werd op het eiland Bengtskär, gelegen in de Scherenzee in de Finse Golf in Finland. Hij markeert de noordelijke doorgang van de Finse Golf naar de Oostzee. Het is ook het meest zuidelijke bewoonde deel van Finland, op 25 kilometer ten zuidwesten van Hanko en op 18 kilometer afstand van het dichtstbijzijnde dorp Rosalo.

## Geschiedenis

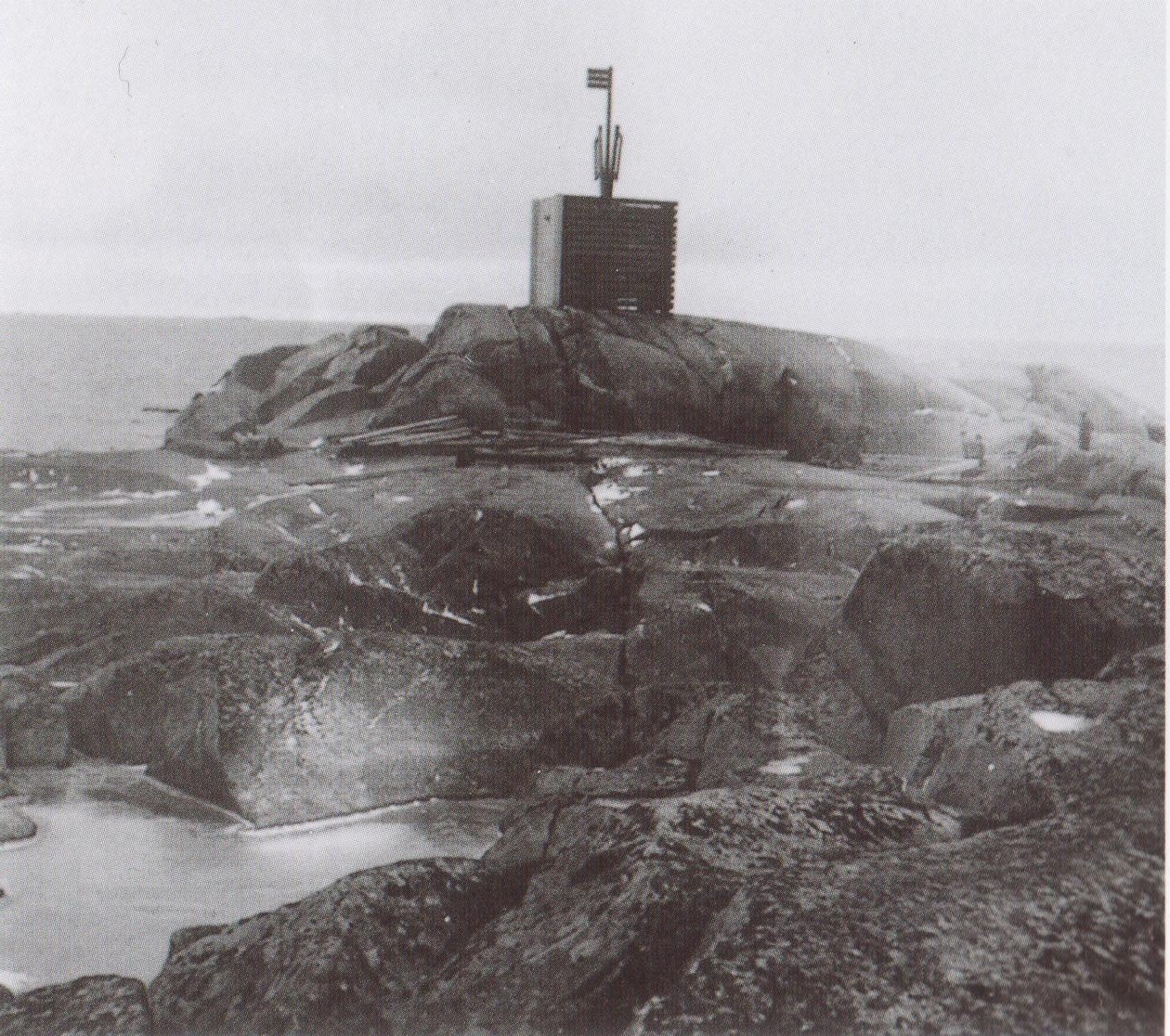
Constructie van de vuurtoren in 1906

In 1905 werd beslist tot de bouw van de vuurtoren na het zinken van de stoomboot SS Helsingfors in de Finse Golf. De realisatie werd toevertrouwd aan de Finse architect Florentin Granholm.
De bouw begon aanvang 1906. Op het eiland zijn uitstekend granietformaties te vinden waardoor dat materiaal gebruikt werd voor de fundamenten en gevels van het gebouw. Halverwege juni werkten 120 werknemers en ambachtslieden aan de woonvertrekken en de onderste helft van de vuurtoren. Volgens de archieven werden er ongeveer een half miljoen stenen gebruikt voor de constructie van de vuurtoren. In augustus 1906 werd het dak voltooid. Tijdens een ceremonie, onder voorzitterschap van senator Otto Donner, werden de plannen en andere belangrijke documenten met betrekking tot het gebouw, samen meteen aantal muntstukken, in een capsule verzegeld in de muur van het bouwwerk. Het werk aan de toren en de 252 treden van de wenteltrap naar de lantaarn werd daarna verdergezet. Een speciale gaslantaarn, ontworpen en vervaardigd in Parijs, wordt naar Bengtskär gebracht en in de top van de toren geïnstalleerd. De lamp werd aangestoken op 19 december 1906. De krachtige straal flitst driemaal elke twintig seconden en is zichtbaar op twintig zeemijlen afstand.
Een vuurtorenwachter, een machinist en drie assistent-vuurtorenwachters samen met hun gezinnen huisden in de woonvertrekken. De eerste groep bestond uit vijftien mensen. Met de tijd en de groei van gezinnen nam de bevolking toe en in de jaren dertig woonden er veertig mensen op Bengtskär.

## Het bombardement van Bengtskär
Bij het begin van de Eerste Wereldoorlog werden het personeel en hun families geëvacueerd naar het vasteland en werd de lantaarn gedoofd. In hetzelfde jaar namen twee Duitse keizerlijke kruisers, de Maagdenburg en de Augsburg, de vuurtoren onder vuur waarbij de granieten muren zijn slechts licht beschadigd werden. De volgende zomer keerden de vuurtorenmensen en hun gezinnen terug naar Bengtskär. Aangezien de Finse Golf tijdens de oorlog intensief werd gebruikt, duurde het tot 1919 voordat de omringende zeeën veilig konden worden bevaren en het vuur opnieuw werd aangestoken.

## De verrassingsaanval van juli 1941
In november 1939 bij het begin van de Tweede Wereldoorlog vielen Russische troepen Finland aan en in 1941 kwam het voorgebergte van Hanko in handen van de Russen. Het strategische belang van Bengtskär werd duidelijk, omdat de Finse troepen die op het eiland aanwezig waren op eenvoudige wijze de Sovjetactiviteiten konden in de gaten houden.
Tijdens de Vervolgoorlog kwamen op 26 juli 1941 ’s nachts twee Sovjet-Russische patrouilleboten in het geheim in het zuiden van Bengtskär aan, onder dekking van mist. De binnenvallende groep van honderd man, geleid door luitenant Kurilo, kreeg de opdracht om de vuurtoren volledig te vernietigen, zodat hij geen rol meer kon spelen in de verdere oorlogsactiviteiten. Het kleine Finse garnizoen, bestaande uit eenenveertig man, waaronder vier vuurtorenwachters, weerde de eerste Russische aanval af. Finse batterijen vuurden vanaf de nabijgelegen eilanden Örö en Granholmen naar de Sovjetpatrouilleboten en de vijandige soldaten die zich verstopten in de rotsspleten van het eiland. In de vroege uren van 26 juli kwamen Finse kanonneerboten en kustwachtschepen aan terwijl de gevechtsbommenwerpers van de Finse luchtmacht over het eiland vlogen en de indringers aanvielen. Bij het aanbreken van de dag landde een Fins commando en nam deel aan de strijd om de Sovjetaanval af te weren. Na harde gevechten kwam het kleine Finse garnizoen als overwinnaar uit de strijd. Er vielen 31 doden en 45 gewonden bij de Finse troepen en 60 doden en 28 gewonden bij de Sovjettroepen. De volgende dag liet een Russisch gevechtsvliegtuig een bom vallen op het eiland waarbij de woonvertrekken zwaar beschadigd werden en er nogmaals zeven slachtoffers vielen. Na de oorlog werd de schade hersteld en in 1950 werd de vuurtoren terug operationeel. Enkele de vuurtorenwachters, zonder hun gezinnen deze keer, vestigden zich in de vuurtoren.

## Kenmerken

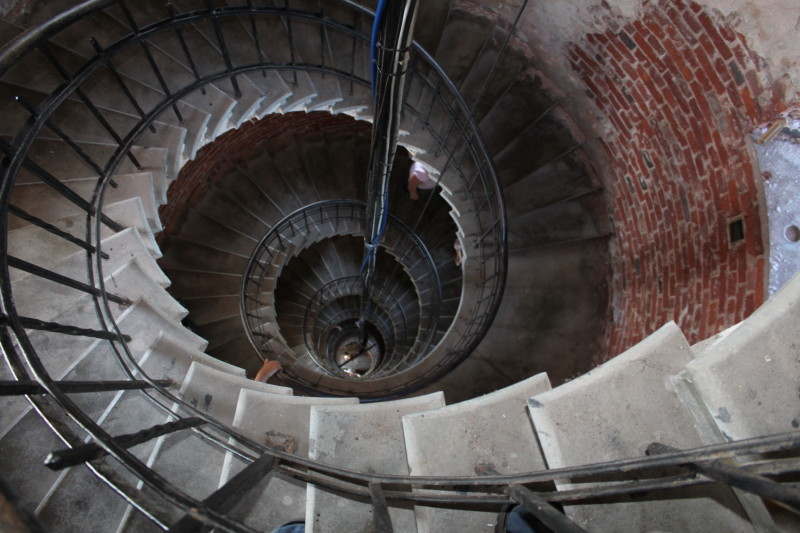
Zicht op het trappenhuis

De vuurtoren is een ronde toren, gebouwd met granieten stenen, van 46 meter hoog en het licht schijnend op 52 meter boven de zeespiegel. Hij is daarmee de grootste vuurtoren van Scandinavië. De vuurtoren is aangebouwd aan het huis van de vuurtorenwachter en de koepel van de lantaarn is groen geverfd.

## Huidige situatie
In 1968 werd de gaslantaarn omgebouwd naar een automatisch licht zodat de vuurtoren onbemand kon verder functioneren. Vanaf 1983 werkt het licht op windenergie. De vuurtoren werd gerestaureerd in de vroege jaren 1990. Het is een populaire toeristische attractie die jaarlijks wordt bezocht door circa 13.000 tot 15.000 mensen. Nabij de vuurtoren zijn nu overnachtingsmogelijkheden, een leeszaal, conferentiezalen, een kapel, een café, een museum en een postkantoor. De vuurtoren is sinds 18 augustus 1995 in de zomer open voor publiek en het eiland is bereikbaar met een veerboot vanuit Kasnäs. De vuurtoren wordt beheerd door de Universiteit van Turku.

## Fotogalerij

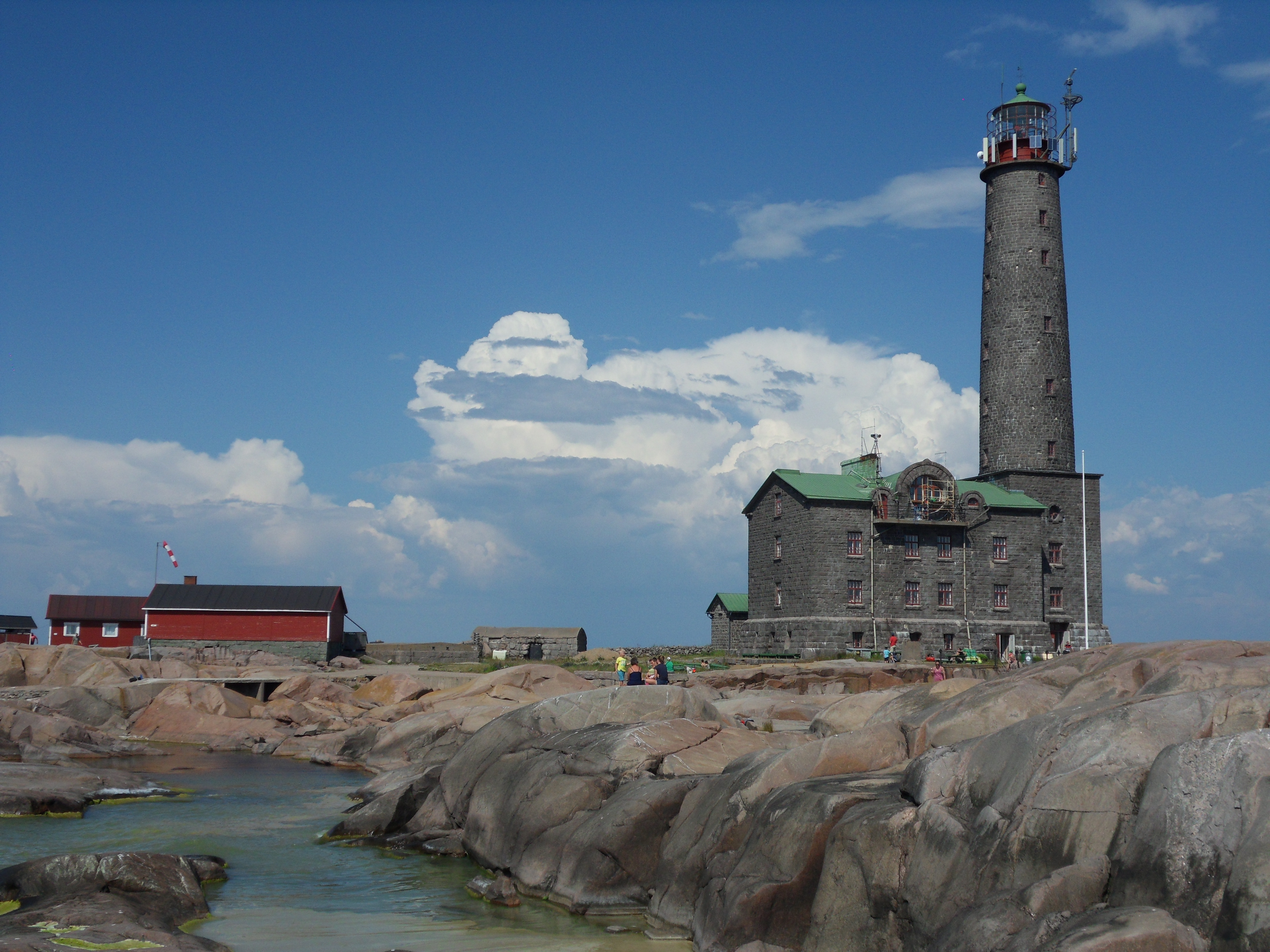
Zicht op de vuurtoren
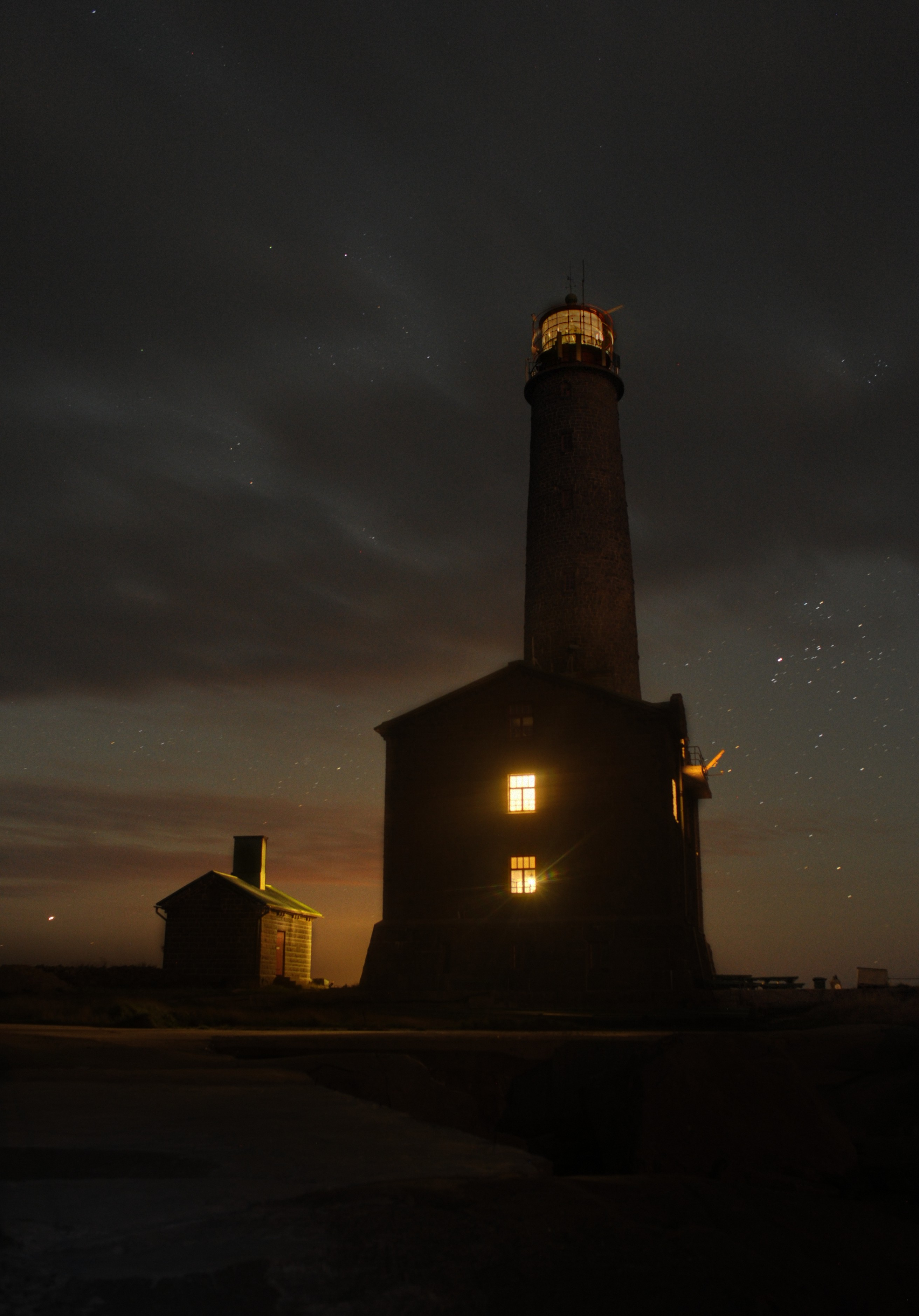
De vuurtoren bij nacht
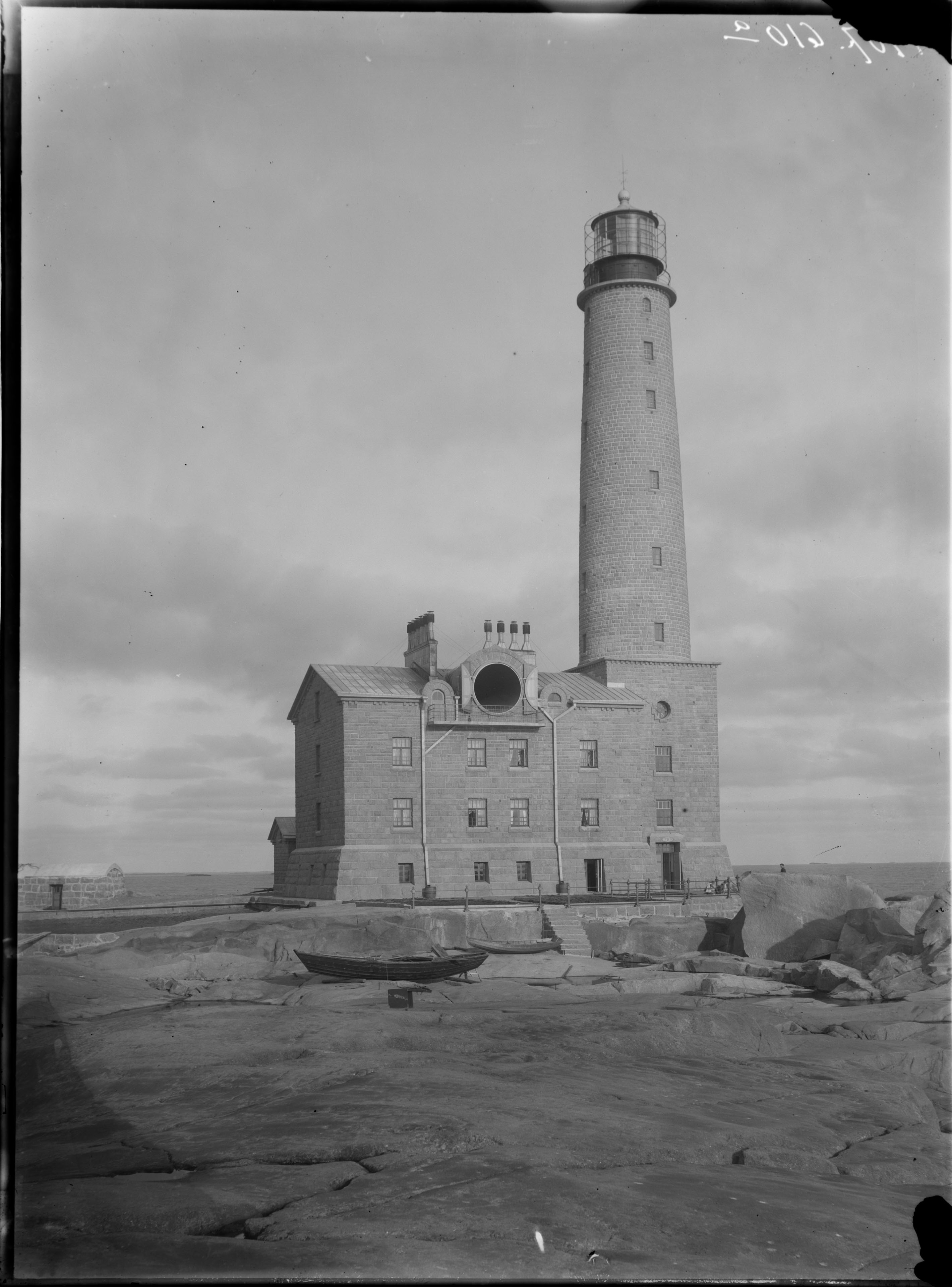
De viuurtoren in 1907.
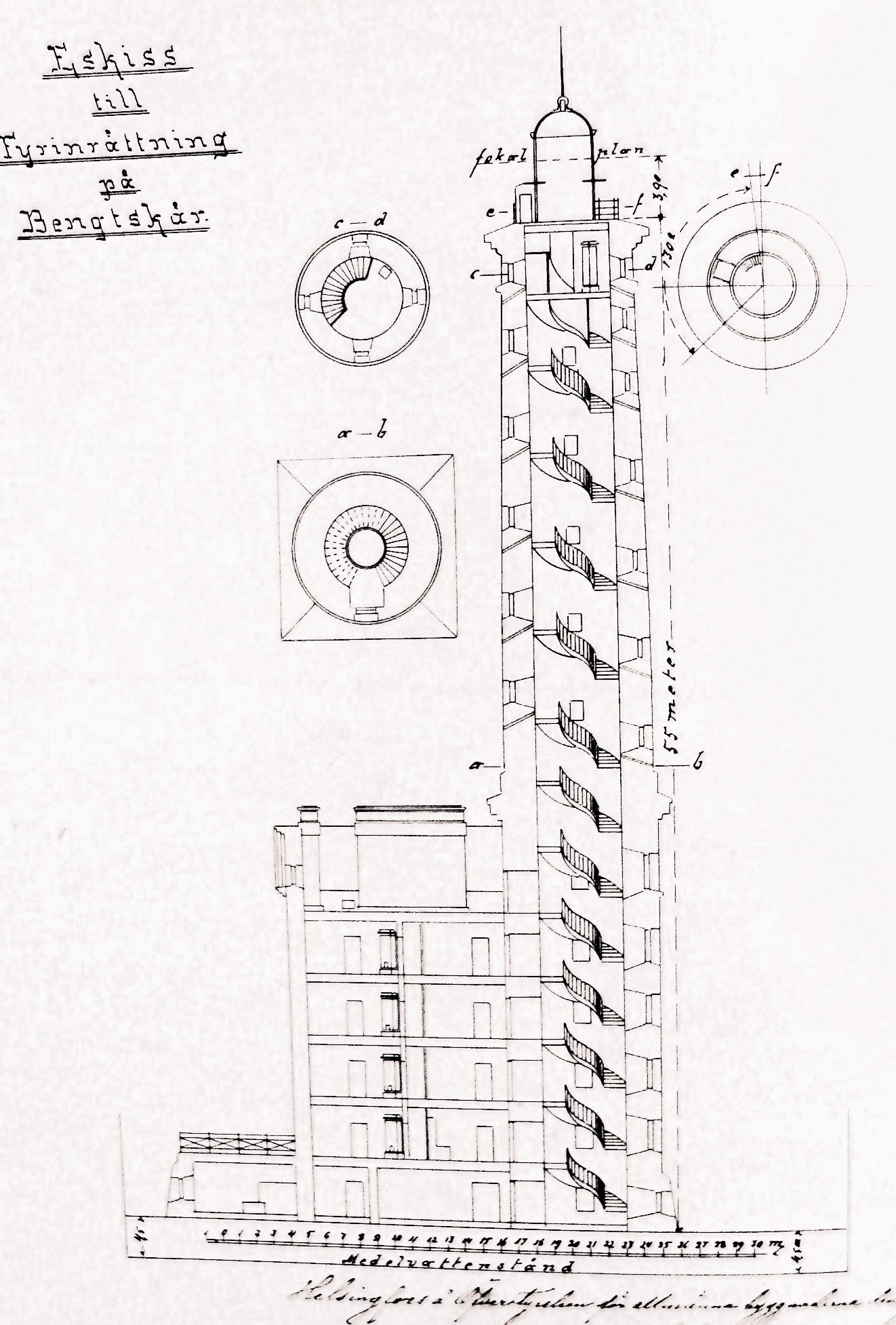
Plan van de vuurtoren
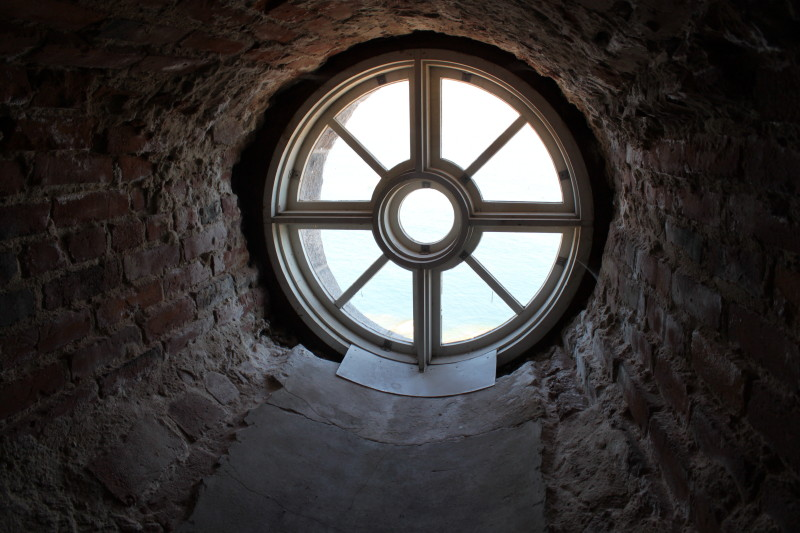
Zicht op het venster van binnenuit
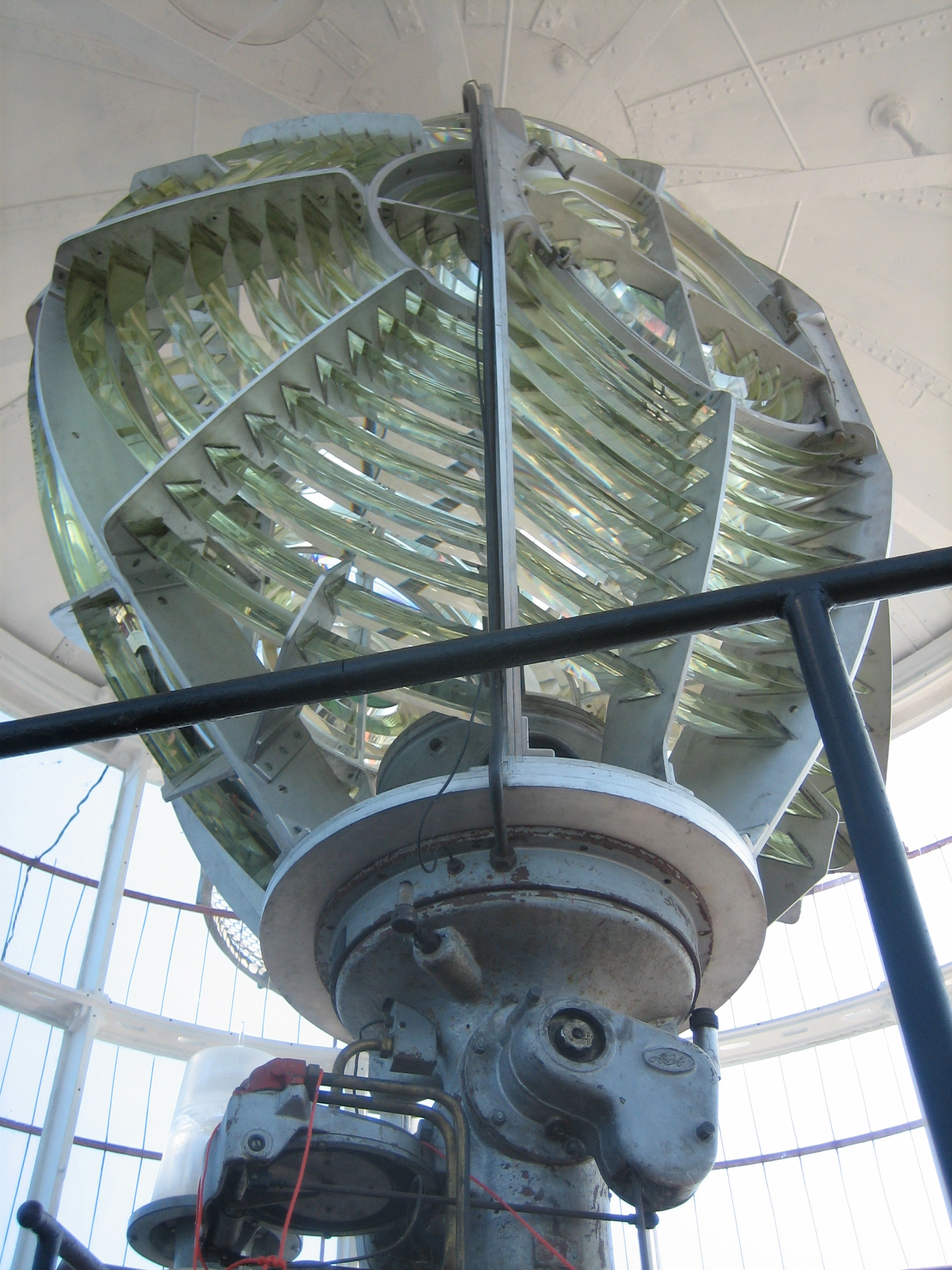
De Fresnellens in de toren